# Ajaks Szachtarsk
Ajaks Szachtarsk (ukr. Футбольний клуб «Аякс» Шахтарськ, Futbolnyj Kłub "Ajaks" Szachtarśk) – ukraiński klub piłkarski z siedzibą w Szachtarsku, w obwodzie donieckim.
W latach 1992–1993 występował w rozgrywkach ukraińskiej Przejściowej Lihi, a w latach 1993-1995 w rozgrywkach ukraińskiej Drugiej Lihi.

## Historia
Chronologia nazw:
- 1984—1989: Szachtar Szachtarsk (ukr. «Шахтар» Шахтарськ)
- 1990—1993: Prometej Szachtarsk (ukr. «Прометей» Шахтарськ)
- 1993—lato 1995: Medita Szachtarsk (ukr. «Медіта» Шахтарськ)
- lato 1995—1996: Szachtar Szachtarsk (ukr. «Шахтар» Шахтарськ)
- 1997—1999: Fortuna Kontarne (ukr. «Фортуна» Контарне)
- 1999—2001: Fortuna Szachtarsk (ukr. «Фортуна» Шахтарськ)
- 2001—2009: Awanhard Stożkowske (ukr. «Авангард» Стожковське)
- 2009—2011: Awanhard Szachtarsk (ukr. «Авангард» Шахтарськ)
- 2011—2012: FK Szachtarsk (ukr. ФК «Шахтарськ»)
- 2012—...: Ajaks Szachtarsk (ukr. «Аякс» Шахтарськ)

Drużyna piłkarska Szachtar Szachtarsk została założona w mieście Szachtarsk w 1984 roku. Zespół występował w rozgrywkach mistrzostw i Pucharu obwodu donieckiego. W 1990 klub zmienił nazwę na Prometej Szachtarsk.
Od początku rozgrywek w niezależnej Ukrainie klub w 1992 debiutował w rozgrywkach Przejściowej Lihi, w której zajął 5. miejsce w 2 podgrupie. W następnym sezonie 1992/93 zajął 6. miejsce w Przejściowej Lidze i zdobył awans do Drugiej Lihi. W sezonie 1993/94 klub zmienił nazwę na Medita Szachtarsk i zajął 8. miejsce w Drugiej Lidze, a w sezonie 1994/95 był siódmy. Sezon 1995/96 klub rozpoczął z nową nazwą Szachtar Szachtarsk w Drugiej Lidze, Grupie B, ale po zakończeniu rundy jesiennej przez problemy finansowe był zmuszony oddać swoje miejsce w lidze klubowi Metałurh Donieck, właściciele którego – Doniecki Metalurgiczny Zakład – bardzo chcieli mieć klub, który występowałby na profesjonalnym szczeblu. Od stycznia 1996 w klubie funkcjonowała piłkarska drużyna dzieci.
W 1997 w pobliskiej miejscowości Kontarne powstał klub o nazwie Fortuna Kontarne, który w 1999 przeniósł się do Szachtarska i zmienił nazwę na Fortuna Szachtarsk. W 2000 startował w Amatorskiej Lidze, gdzie zajął czwarte miejsce w 8 grupie. Ale w 2001 z przyczyn finansowych został przeniesiony do miejscowości Stożkowske i potem jako drużyna amatorska pod nazwą Awanhard Stożkowske występowała w rozgrywkach Mistrzostw i Pucharu obwodu. W 2009 klub powrócił do Szachtarska i zmienił nazwę na Fortuna Szachtarsk. Nadal kontynuował występy w rozgrywkach Mistrzostw i Pucharu obwodu.
W sezonie 2011/12 występował pod nazwą FK Szachtarsk, a przed rozpoczęciem sezonu 2012/13 zmienił nazwę na Ajaks Szachtarsk.

## Sukcesy
- Druha Liha:

7. miejsce: 1994/95
- Puchar Ukrainy:

1/16 finału: 1994/95